# Shiroi Suna no Aquatope
The Aquatope on White Sand (白い砂のアクアトープ Shiroi Suna no Akuatōpu?), conocida en inglés The Aquatope on White Sand, es una serie de televisión de anime original producida por P.A. Works y dirigida por Toshiya Shinohara.
La serie se estrenó el 9 de julio de 2021 y finalizó el 16 de diciembre del 2021 con un total de 24 episodios 

## Argumento
Ambientada en Nanjō, Okinawa, la serie cuenta la historia de Kukuru Misakino, una adolescente de 18 años que persigue su sueño trabajando en un acuario, y Fūka Miyazawa, una ex idol de Tokio que ha renunciado a su sueño y escapó a Okinawa.

### Sinopsis de Shiroi Suna no Aquatope
Tras dejar atrás su carrera de idol, Fuuka Miyazawa se encuentra con un vuelo espontáneo a Okinawa en lugar de volver a su casa en Morioka. Con el corazón encogido y sin ningún sitio al que ir, vaga sin rumbo por la zona hasta que se topa con el acuario Gama Gama, un viejo acuario a punto de cerrar. Con la falta de visitantes y las costosas pero necesarias reparaciones para mantener sus puertas abiertas, el director se enfrenta al cierre definitivo del establecimiento al final del verano. La nieta del director, amante de la vida acuática, Kukuru Misakino, no puede soportar la idea de que el acuario cierre y está decidida a ganar suficiente dinero al final de la temporada para mantener las puertas abiertas.
Al ver la magia única del acuario, Fuuka le ruega a Kukuru que le dé trabajo; sin embargo, pronto se da cuenta de que su falta de experiencia la convierte más en un obstáculo que en otra cosa. Al mismo tiempo, Kukuru se da cuenta de que su ambicioso objetivo podría ser más de lo que ella puede manejar. Con la creciente presión que les rodea, ¿podrán Kukuru y Fuuka salvar el único lugar que tienen cerca de sus corazones?

## Personajes
Kukuru Misakino (海咲野くくる Misakino Kukuru?)
Voz por: Miku Itō
Un estudiante de secundaria que trabaja en el Acuario Gama Gama como su Director Adjunto. Está decidida a salvar el acuario a través de la creatividad y el trabajo duro. Su amor por las criaturas marinas no conoce límites.
Fūka Miyazawa (宮沢風花 Miyazawa Fūka?)
Voz por: Rikako Aida
Una ex idol que renunció a su sueño por otro miembro y escapó a Okinawa. Su antigua fama la preocupaba, al igual que su decisión de sacrificar su carrera de idol, pero Gama Gama se convirtió rápidamente en su refugio seguro y su nueva pasión.
Tsukimi Teruya (照屋月美 Teruya Tsukimi?)
Voz por: Azumi Waki
Amiga de la infancia de Kukuru. Ella está ayudando a su madre a administrar su restaurante local. Ella es apodada "Udon-chan" porque su nombre también es un tipo de udon, tsukimi udon.
Karin Kudaka (久高夏凛 Kudaka Karin?)
Voz por: Lynn
Una oficinista que trabaja para ayudar a la ciudad a aumentar el número de turistas. Ella está cerca de Kukuru, y rápidamente se entusiasmó con Fūka después de su primer encuentro.
Kai Nakamura (仲村櫂 Nakamura Kai?)
Voz por: Shimba Tsuchiya
Amigo de la infancia de Kukuru. Está ayudando a su padre con su trabajo de pescador. Se cree que tiene sentimientos románticos hacia Kukuru.
Kūya Yakamashi (屋嘉間志空也 Yakamashi Kūya?)
Voz por: Yōhei Azakami
Trabajador del Acuario Gama Gama. Frío y distante, aunque duro en el trabajo, y a veces apenas trabajando, y a menudo son más enérgicos cuando se trata de alcohol. No le gusta estar en contacto con las mujeres, ya que tiene problemas al socializar con ellas.
Abuelo de Kukuru (おじい Ojī?)
Voz por: Hiroshi Yanaka
El director del Acuario Gama Gama. Cuando se hizo cargo de Gama Gama, nunca supo qué hacer con el lugar. Si bien tiene la intención de cerrar el acuario, también está considerando dejar que Kukuru se arriesgue a revivir el lugar.

## Producción
Shiroi Suna no Aquatope fue anunciado el 15 de enero de 2021. La serie está dirigida por Toshiya Shinohara y escrita por Yūko Kakihara, y los diseños de los personajes son de U35 y Yuki Akiyama, y música de Yoshiaki Dewa. Se estrenó el 9 de julio de 2021 en Tokyo MX y otros canales.
El tema de apertura, "Tayutae, Nanairo" (た ゆ た え 、 七色), es interpretado por ARCANA PROJECT, mientras que el tema final, "Tsukiumi no Yurikago" (月 海 の 揺 り 籠), es interpretado por Mia Regina.
Crunchyroll obtuvo la licencia de la serie fuera de Asia. Muse Communication obtuvo la licencia de la serie en el sur y sudeste de Asia.

## Recepción
Las reseñas de la serie han sido positivas. En una revisión de los dos primeros episodios del programa, Mercedez Clewis escribió en Anime News Network que estaba considerando que la serie estaba "codificada en yuri" y señaló que, en su opinión, los acuarios y los lugares con temas acuáticos son lugares para mujeres que aman a las mujeres. mientras elogia el diseño de sonido y la dinámica entre los dos protagonistas. Clewis también dijo que disfrutó de los episodios, creyendo que el programa puede cumplir con su combinación de varios elementos, y dijo que tiene "grandes esperanzas para esta serie", y pensó que el programa tiene
"el potencial de ser una de las series más nuevas y bellas de esta temporada "

### Shiroi Suna no Aquatope supera 10 millones de yenes en donaciones a la ciudad de Nanjo
A mediados del mes de octubre de este año (2021) la producción del anime original de los estudios P.A.WORKS, Shiroi Suna no Aquatope (The Aquatope on White Sand), anunció una colaboración con el Anime Fund en la apertura de una campaña de donaciones para el desarrollo turístico de la Ciudad de Nanjo en la Prefectura de Okinawa, el escenario en donde se desarrolla la historia de anime:
«“Shiroi Suna no Aquatope” es una historia de madurez sobre los vínculos, los conflictos y el crecimiento de dos chicas en un acuario de Nanjo, Okinawa. Nota: El Acuario Gama Gama es una institución ficticia sólo en esta obra. Este será el escenario de la primera producción televisiva de animación de Nanjo. Atracciones turísticas en Nanjo, el original paisaje de Okinawa y el hermoso mar. Todo ello expresado fiel y meticulosamente por P.A.WORKS. Estamos muy agradecidos por esta representación de nuestra ciudad de Nanjo», escribía el comunicado.
En su momento, la campaña específico su objetivo como sigue: «La donación se destinará a “proyectos relacionados con el desplazamiento por el escenario de la animación” y haremos todo lo posible para que los aficionados se sientan bien en su visita». Basándose en el Furusato Nouzei/Hometown Tax, un sistema en Japón que permite a los contribuyentes que viven en zonas urbanas contribuir a las zonas rurales con la sustracción del impuesto sobre la renta y el impuesto de residencia, y las ciudades envían a cambio sus productos locales a los donantes.
Así, la franquicia emitió un comunicado anunciado que la campaña ha superado los 10 millones de yenes (alrededor de 88 mil dólares estadounidenses) y la producción agradeció a los fanáticos escribiendo la siguiente actualización: «Las donaciones han superado los 10 millones de yenes, ¡muchas gracias! ¡Muchas gracias a todos nuestros fans! El dinero se utilizará para que nuestros aficionados disfruten de su visita».